# Polygordius pacificus
Polygordius pacificus är en ringmaskart som beskrevs av Uchida 1935. Polygordius pacificus ingår i släktet Polygordius och familjen Polygordiidae. Inga underarter finns listade i Catalogue of Life.